# Kroatische presidentsverkiezingen 2000
In 2000 werden de derde presidentsverkiezingen van de Republiek Kroatië na de nieuwe grondwet gehouden.

## Eerste ronde
De eerste ronde vond op 24 januari 2000 plaats.
Er waren: 4.251.109 stemgerechtigden van wie 2.667.561 (62,98%) gestemd heeft.
Hiervan waren 13.212 (0,49%) stemmen onwettig.

### Kandidaten
1. Stjepan Mesić (van de Kroatische Volkspartij - HNS, de volgende partijen steunden deze president: de Kroatische Volkspartij - HSS, Liberale Partij - LS, Istrische Democratische Assemblee - IDS, Sociaal Democratische Actie van Kroatië - ASH) 1.100.671 41,11%
2. Dražen Budiša (van de Kroatische Sociaal-Liberale Partij - HSLS, ook gesteund door de Sociaaldemocratische Partij van Kroatië - SDP) 741.837 27,71%
3. Mate Granić (van de Kroatische Democratische Unie - HDZ) 601.588 22,47%
4. Slaven Letica (onafhankelijke kandidaat) 110.782 4,14%
5. Anto Đapić (van de Kroatische Partij van Rechten - HSP, ook gesteund door de Kroatische Christelijke Democratische Unie - HKDU) 49.288 1,84%
6. Ante Ledić (onafhankelijke kandidaat) 22.875 0,85%
7. Tomislav Merčep (van de Kroatische Populaire Partij - HPS) 22.672 0,85%
8. Ante Prkačin (van Nieuw Kroatië- NH) 7401 0,28%
9. Zvonimir Šeparović (onafhankelijke kandidaat) 7235 0,27%

Aangezien geen van de kandidaten het minimum van 50% haalde moest er (zoals de grondwet voorschrijft) een tweede ronde plaatsvinden.

## Tweede ronde
De tweede ronde werd op 7 februari (2000) gehouden.
Er waren 4.252.921 stemgerechtigden van wie 2.598.120 heeft gestemd (60,88%).
Hiervan waren 38.799 (1,49%) stemmen onwettig.
1. Stjepan Mesić (van de Kroatische Volkspartij - HNS, gesteund door de Kroatische Boeren Partij - HSS, de Liberale Partij - LS, de Istische Democratische Assemblee - IDS en de Sociaal Democratische Actie van Kroatië - ASH) 1.433.372 (56,01%)

1. Dražen Budiša (van de Kroatische Volkspartij - HSLS, gesteund door de Sociaal Democratische Partij - SDP) 1.125.969 (43,99%)